# Légéville-et-Bonfays
Légéville-et-Bonfays is een gemeente in het Franse departement Vosges (regio Grand Est) en telt 55 inwoners (2009). De plaats maakt deel uit van het arrondissement Épinal.

## Geografie
De oppervlakte van Légéville-et-Bonfays bedraagt 5,2 km², de bevolkingsdichtheid is dus 10,6 inwoners per km².
De onderstaande kaart toont de ligging van Légéville-et-Bonfays met de belangrijkste infrastructuur en aangrenzende gemeenten.

## Demografie
Onderstaande figuur toont het verloop van het inwonertal (bron: INSEE-tellingen).